# Helmut Ulm
Helmut Ulm (Gelsenkirchen, 21 de junho de 1908 — 13 de junho de 1975) foi um matemático alemão.
Estabeleceu a classificação de grupos abelianos periódicos contáveis mediante o invariante de Ulm.

## Biografia
Seu pai foi um professor de escola elementar em Elberfeld. Após completar o ensino médio em Wuppertal em 1926, estudou física e matemática na Universidade de Göttingen (1926–1927), Universidade de Jena (1927) e Universidade de Bonn (1927–1930), onde foi aluno de, entre outros, Richard Courant, Erich Bessel-Hagen e Felix Hausdorff. Obteve o doutorado na Universidade de Bonn em 1933 coma tese Zur Theorie der abzählbar-unendlichen Abelschen Gruppen, orientado por Otto Toeplitz. Em 1933-1935 foi assistente em Göttingen, trabalhando com Wilhelm Magnus e Olga Taussky-Todd na edição do Collected Works de David Hilbert. Em seu trabalho de habilitação desenvolveu uma generalização da teoria dos divisores elementares para matrizes infinitas. Foi submetida im Münster e referenciada por Heinrich Behnke, Gottfried Köthe, F. K. Schmidt e Bartel Leendert van der Waerden.
De 1935 até aposentar-se Ulm trabalhou na Universidade de Münster.

## Publicações
- Helmut Ulm, Zur Theorie der abzählbar-unendlichen Abelschen Gruppen. Math. Ann. 107, 774–803 (1933) JFM 59.0143.03 Zbl 0006.15003
- Helmut Ulm, Zur Theorie der nicht-abzählbaren primären abelschen Gruppen. Math. Z. 40, 205–207 (1935) Zbl 0011.39307
- Helmut Ulm, Elementarteilertheorie unendlicher Matrizen. Math. Ann. 114, 493–505 (1937) Zbl 0017.09901